# لودلو (آیووا)
لودلو (به انگلیسی: Ludlow) یک منطقهٔ مسکونی در ایالات متحده آمریکا است که در شهرستان آلاماکی، آیووا واقع شده‌است. لودلو ۳۶۶٫۹۸ متر بالاتر از سطح دریا واقع شده‌است.